# معاهده لندن (۱۹۱۳)
معاهده لندن (انگلیسی: Treaty of London)، پیمانی که در سال ۱۹۱۳ در شهر لندن امضا شد که در رابطه با مسائل و دعوی‌های ناشی از جنگ نخست بالکان است. یکی از پیامدهای انقلاب ترکان جوان ــ مهم‌تر از دو پیامد مزبور ــ شروع جنگ دیگری در بالکان بر سر موضوع مقدونیه بود که در جریان کنگره برلین حل توافقی مشخص بر سر آن حاصل نشده بود. با به قدرت رسیدن ترکان جوان، تلاش آنها برای پیاده‌کردن سیستم ناسیونالیستی‌تر (حقوق عرفی، زبان ملی و خدمت اجباری سربازی) از سلطان معزول سبب شد تا ناگریز اختلافات اقوام و ملت‌های مختلف برای استقلال آغاز شود. مخالفت ترکان با این ماجرا سبب شد تا آغاز جنگ جدیدی در بالکان اجتناب‌ناپذیر باشد. با اعلان جنگ مونته‌نگرو و در ادامه بلغارستان، یونان و صربستان به امپراتوری عثمانی، اتحادیه بالکان به سرعت تمامی نیروهای عثمانی در بالکان در هم شکست و آنها را عقب راند. این پیروزی که پیروزی جنبش‌های ناسیونالیستی بالکان بود، از نظر اتریش-مجارستان یک فاجعه بود چرا که امپراتوری آنها را نیز تحت شعاع قرار می‌داد با این حال در موقعیتی نبود که مانع از آن شود. با این حال این اتفاق خود منجر به چرخش موضع سیاسی در بالکان شد که اتریش-مجارستان حامی آلبانی برای مقابله با نفوذ صربستان شد. روسیه نیز سیاست سخت در مقابل بلغارستان در پیش گرفت تا مانع از تسخیر قسطنطنیه توسط این کشور شود. با این حال شکست بلغارستان از آدیانوپل و تلاش بریتانیا برای صلح (نگران استفاده روسیه از شرایط به نفع خود برای تسلط قسطنطنیه و بالکان بود) منجر به معاهده لندن شد که نتایج جنگ را تثبیت کرد (نتوانست خنثی کند) اما استقلال آلبانی را به رسمیت شناخت.
با این حال اتحادیه بالکان پس از مدت کوتاهی درهم شکست چراکه اختلافات میان بلغارستان و صربستان بر سر مقدونیه و همچنین اختلافات یونان با بلغارستان بر سر مناطق اژه سبب شد تا جنگ میان بلغارستان در یک سمت و یوتان صربستان در سمتی دیگر آغاز شود. این شرایط فرصتی را به عثمانی و حتی رومانی داد تا بتواند برخی مناطق خود را از بلغارستان بازپس بگیرند و بلغار که قدرت کافی برای مقابله در برابر این شرایط را نداشتند، تن به صلح دادند و پیمان بخارست را امضا کرد که به موجب مناطق را به صربستان، یونان و حتی عثمانی (طی معاهده قسطنطنیه) استرداد کرد. معاهداتی که معاهده لندن را که تحت نظر قدرت‌های اروپا امضا شده بود، نادیده می‌گرفت. آنچه منجر به نگرانی قدرت‌های اروپایی و ناتوانی آنها برای پاسخ کرده بود، ترس‌شان از یکدیگر بود چرا که متوجه این امر شده بودند که در این صورت جنگ فراتر از دو جبهه آلمان - اتریش در مقابل فرانسه - روسیه خواهد بود.